# Cybianthus peruvianus
Cybianthus peruvianus (A.DC.) Miq. – gatunek roślin z rodziny pierwiosnkowatych (Primulaceae). Występuje naturalnie w Wenezueli, Ekwadorze, Peru, Boliwii oraz Brazylii (w stanach Amazonas, Pará, Rondônia, Bahia, Mato Grosso, Espírito Santo, Minas Gerais, Rio de Janeiro, São Paulo, Paraná, Santa Catarina oraz Dystrykcie Federalnym). 

## Morfologia
PokrójZimozielony krzew dorastający do 3–4 m wysokości.
LiścieBlaszka liściowa ma odwrotnie jajowaty lub lancetowaty kształt. Mierzy 7,2–10,3 cm długości oraz 2,3–3 cm szerokości, jest całobrzega, ma ostrokątną nasadę i spiczasty wierzchołek. Ogonek liściowy jest owłosiony i ma 6–10 mm długości.
KwiatyObupłciowe, zebrane w gronach lub wiechach wyrastających z kątów pędów. Mają 4 lub 5 działek kielicha o trójkątnym kształcie i dorastające do 1 mm długości. Płatki są 4 lub jest ich 5, są podługowate i mają białawą barwę oraz 2–3 mm długości.